# Omari Tetradze
Omari Michajlovič Tetradze (in russo Омари Михайлович Тетрадзе?; Velispiri, 13 ottobre 1969) è un ex calciatore di etnia georgiana che fu internazionale per l'Unione Sovietica e, dal 1992, per la Russia; ricopriva il ruolo di difensore e attualmente è tecnico del Saburtalo Tbilisi.

## Carriera

### Club
Esordisce a 18 anni da titolare con la Dinamo Tbilisi, una delle squadre più importanti dell'Unione Sovietica. La sua permanenza nel club dura fino al 1990.
Il giocatore, nella primavera 1991, si accasa in prestito al Mertskhali, ed in seguito decide di trasferirsi nella Federazione Russa, della quale diviene cittadino. Con Valerij Gazzaev, allenatore della Dinamo Mosca, Tetradze colleziona, in quattro anni, 101 partite (tra campionato e coppe europee) e 11 gol; ma la squadra non raggiunge nessuno dei suoi obiettivi.
Nell'inverno del 1995, si trasferisce all'Alanija Vladikavkaz insieme a Gazzaev. Il club, non dato come favorito, riesce a vincere il campionato russo, con il contributo di Tetradze, impiegato come terzino puro con spiccate propensioni offensive. Nel 1996 il giocatore resta a Vladikavkaz, dove segna una rete in 31 partite. Al termine del campionato russo (fine novembre in Italia), Tetradze viene acquistato dalla Roma per circa 2 miliardi di lire.
Alla Roma di Carlos Bianchi, con una difesa lenta e tatticamente sbandata, Tetradze arriva per potenziare il reparto sulla fascia destra. Il russo gioca soltanto 8 partite di campionato: tra queste, Roma-Reggiana 2-2, in cui segna un autogol in sforbiciata al novantesimo.
Nella stagione 1997-1998, con Zdeněk Zeman, Tetradze patisce una lunga serie di infortuni al ginocchio. Gioca scampoli di partita e una soltanto da titolare contro il Piacenza (0-0). In primavera, un altro infortunio concede a Tetradze di comparire soltanto due volte in campo.
Nell'estate del 1998 arriva un altro infortunio molto grave, che costringe il difensore fuori dal campo per tutta la stagione. Con significativa correttezza, nella primavera del 1999, Tetradze chiede e ottiene la rescissione del proprio contratto, conscio del fatto che la sua permanenza sarebbe risultata d'aggravio per il bilancio della squadra capitolina. Durante la sua militanza alla Roma venne soprannominato Tre tazze dai tifosi della Curva Sud, mentre Zeman lo definì "eclettico".
Nella stagione 1999-2000 Tetradze riesce a ristabilirsi e a giocare da titolare con il PAOK. Il terzino resta in Grecia per due stagioni, collezionando 59 partite e due reti, e vincendo la Coppa di Grecia nel 2001.
Nel febbraio 2002, torna all'Alanija Vladikavkaz, dove gioca 29 partite. Nel 2003 accetta l'offerta dell'Anži Machačkala, squadra russa di Prima Divisione (Serie B). Qui Tetradze gioca solo 7 partite. Nel 2004 torna nella massima categoria con la maglia del Kryl'ja Sovetov Samara, e riprende a giocare con continuità. Ma alla fine del 2005, dopo una stagione con sole 5 presenze, decide di ritirarsi dal calcio giocato.

### Nazionale
Inizia ad essere convocato nel 1991, prima con l'URSS e poi con la Russia.
Nel 1994 fa parte della nazionale russa ai Mondiali statunitensi, che si concludono con l'eliminazione nella prima fase, a causa delle sconfitte contro Brasile e Svezia.
Nel 1996 partecipa agli Europei in Inghilterra, collocato con la nazionale nel girone C. La Russia però viene eliminata a seguito delle sconfitte contro l'Italia e la Germania e del 3-3 contro la Repubblica Ceca (in cui Tetradze segna un gol, al 54º).

### Allenatore
Dopo essere stato, a Samara, vice di Sergej Oborin, Tetradze esordisce da allenatore l'11 marzo 2007 alla guida dell'Anži Machačkala, squadra della Prima Divisione russa.
Dal 2016 al 2017 ha allenato il Tobol.

## Statistiche

### Cronologia presenze e reti in Nazionale

#### CSI
| Cronologia completa delle presenze e delle reti in nazionale ― Comunità degli Stati Indipendenti | Cronologia completa delle presenze e delle reti in nazionale ― Comunità degli Stati Indipendenti | Cronologia completa delle presenze e delle reti in nazionale ― Comunità degli Stati Indipendenti | Cronologia completa delle presenze e delle reti in nazionale ― Comunità degli Stati Indipendenti | Cronologia completa delle presenze e delle reti in nazionale ― Comunità degli Stati Indipendenti | Cronologia completa delle presenze e delle reti in nazionale ― Comunità degli Stati Indipendenti | Cronologia completa delle presenze e delle reti in nazionale ― Comunità degli Stati Indipendenti | Cronologia completa delle presenze e delle reti in nazionale ― Comunità degli Stati Indipendenti |
| Data                                                                                             | Città                                                                                            | In casa                                                                                          | Risultato                                                                                        | Ospiti                                                                                           | Competizione                                                                                     | Reti                                                                                             | Note                                                                                             |
| ------------------------------------------------------------------------------------------------ | ------------------------------------------------------------------------------------------------ | ------------------------------------------------------------------------------------------------ | ------------------------------------------------------------------------------------------------ | ------------------------------------------------------------------------------------------------ | ------------------------------------------------------------------------------------------------ | ------------------------------------------------------------------------------------------------ | ------------------------------------------------------------------------------------------------ |
| 29-1-1992                                                                                        | San Salvador                                                                                     | El Salvador                                                                                      | 0 – 3                                                                                            | Comunità degli Stati Indipendenti                                                                | Amichevole                                                                                       | -                                                                                                | 46’                                                                                              |
| 2-2-1992                                                                                         | Pontiac                                                                                          | Stati Uniti                                                                                      | 2 – 1                                                                                            | Comunità degli Stati Indipendenti                                                                | Amichevole                                                                                       | -                                                                                                |                                                                                                  |
| 12-2-1992                                                                                        | Gerusalemme                                                                                      | Israele                                                                                          | 1 – 2                                                                                            | Comunità degli Stati Indipendenti                                                                | Amichevole                                                                                       | -                                                                                                |                                                                                                  |
| Totale                                                                                           |                                                                                                  | Presenze                                                                                         | 3                                                                                                |                                                                                                  | Reti                                                                                             | 0                                                                                                |                                                                                                  |

#### Russia
| Cronologia completa delle presenze e delle reti in nazionale ― Russia | Cronologia completa delle presenze e delle reti in nazionale ― Russia | Cronologia completa delle presenze e delle reti in nazionale ― Russia | Cronologia completa delle presenze e delle reti in nazionale ― Russia | Cronologia completa delle presenze e delle reti in nazionale ― Russia | Cronologia completa delle presenze e delle reti in nazionale ― Russia | Cronologia completa delle presenze e delle reti in nazionale ― Russia | Cronologia completa delle presenze e delle reti in nazionale ― Russia |
| Data                                                                  | Città                                                                 | In casa                                                               | Risultato                                                             | Ospiti                                                                | Competizione                                                          | Reti                                                                  | Note                                                                  |
| --------------------------------------------------------------------- | --------------------------------------------------------------------- | --------------------------------------------------------------------- | --------------------------------------------------------------------- | --------------------------------------------------------------------- | --------------------------------------------------------------------- | --------------------------------------------------------------------- | --------------------------------------------------------------------- |
| 16-8-1992                                                             | Mosca                                                                 | Russia                                                                | 2 – 0                                                                 | Messico                                                               | Amichevole                                                            | -                                                                     | 85’                                                                   |
| 28-7-1993                                                             | Cannes                                                                | Francia                                                               | 3 – 1                                                                 | Russia                                                                | Amichevole                                                            | -                                                                     | 70’                                                                   |
| 6-10-1993                                                             | Al Khobar                                                             | Arabia Saudita                                                        | 4 – 2                                                                 | Russia                                                                | Amichevole                                                            | -                                                                     |                                                                       |
| 29-1-1994                                                             | Seattle                                                               | Stati Uniti                                                           | 1 – 1                                                                 | Russia                                                                | Amichevole                                                            | -                                                                     |                                                                       |
| 2-2-1994                                                              | Oakland                                                               | Messico                                                               | 1 – 4                                                                 | Russia                                                                | Amichevole                                                            | -                                                                     | 70’                                                                   |
| 23-3-1994                                                             | Dublino                                                               | Irlanda                                                               | 0 – 0                                                                 | Russia                                                                | Amichevole                                                            | -                                                                     |                                                                       |
| 28-6-1994                                                             | Stanford                                                              | Russia                                                                | 6 – 1                                                                 | Camerun                                                               | Mondiali 1994 - 1º turno                                              | -                                                                     |                                                                       |
| 17-8-1994                                                             | Klagenfurt am Wörthersee                                              | Austria                                                               | 0 – 3                                                                 | Russia                                                                | Amichevole                                                            | -                                                                     | 60’ 83’                                                               |
| 7-9-1994                                                              | Mosca                                                                 | Russia                                                                | 0 – 1                                                                 | Germania                                                              | Amichevole                                                            | -                                                                     | 46’                                                                   |
| 12-10-1994                                                            | Mosca                                                                 | Russia                                                                | 4 – 0                                                                 | San Marino                                                            | Qual. Euro 1996                                                       | -                                                                     |                                                                       |
| 16-11-1994                                                            | Glasgow                                                               | Scozia                                                                | 1 – 1                                                                 | Unione Sovietica                                                      | Qual. Euro 1996                                                       | -                                                                     | 75’                                                                   |
| 6-5-1995                                                              | Mosca                                                                 | Russia                                                                | 3 – 0                                                                 | Fær Øer                                                               | Qual. Euro 1996                                                       | -                                                                     |                                                                       |
| 31-5-1995                                                             | Belgrado                                                              | Jugoslavia                                                            | 1 – 2                                                                 | Russia                                                                | Amichevole                                                            | -                                                                     |                                                                       |
| 7-6-1995                                                              | Serravalle                                                            | San Marino                                                            | 0 – 7                                                                 | Russia                                                                | Qual. Euro 1996                                                       | -                                                                     |                                                                       |
| 9-2-1996                                                              | Ta' Qali                                                              | Russia                                                                | 3 – 0                                                                 | Islanda                                                               | Amichevole                                                            | -                                                                     |                                                                       |
| 11-2-1996                                                             | Ta' Qali                                                              | Russia                                                                | 3 – 1                                                                 | Slovenia                                                              | Amichevole                                                            | -                                                                     |                                                                       |
| 27-3-1996                                                             | Dublino                                                               | Irlanda                                                               | 0 – 2                                                                 | Russia                                                                | Amichevole                                                            | -                                                                     | 46’                                                                   |
| 25-5-1996                                                             | Doha                                                                  | Qatar                                                                 | 2 – 5                                                                 | Russia                                                                | Amichevole                                                            | -                                                                     | Ammonizione                                                           |
| 29-5-1996                                                             | Mosca                                                                 | Russia                                                                | 1 – 0                                                                 | Emirati Arabi Uniti                                                   | Amichevole                                                            | -                                                                     |                                                                       |
| 2-6-1996                                                              | Mosca                                                                 | Russia                                                                | 2 – 0                                                                 | Polonia                                                               | Amichevole                                                            | -                                                                     |                                                                       |
| 11-6-1996                                                             | Liverpool                                                             | Italia                                                                | 2 – 1                                                                 | Russia                                                                | Euro 1996 - 1º turno                                                  | -                                                                     |                                                                       |
| 16-6-1996                                                             | Manchester                                                            | Russia                                                                | 0 – 3                                                                 | Germania                                                              | Euro 1996 - 1º turno                                                  | -                                                                     |                                                                       |
| 19-6-1996                                                             | Liverpool                                                             | Russia                                                                | 3 – 3                                                                 | Rep. Ceca                                                             | Euro 1996 - 1º turno                                                  | 1                                                                     |                                                                       |
| 28-8-1996                                                             | Mosca                                                                 | Russia                                                                | 2 – 2                                                                 | Brasile                                                               | Amichevole                                                            | -                                                                     | 81’                                                                   |
| 1-9-1996                                                              | Mosca                                                                 | Russia                                                                | 4 – 0                                                                 | Cipro                                                                 | Qual. Mondiali 1998                                                   | -                                                                     |                                                                       |
| 9-10-1996                                                             | Ramat Gan                                                             | Israele                                                               | 1 – 1                                                                 | Russia                                                                | Qual. Mondiali 1998                                                   | -                                                                     |                                                                       |
| 10-11-1996                                                            | Lussemburgo                                                           | Lussemburgo                                                           | 0 – 4                                                                 | Russia                                                                | Qual. Mondiali 1998                                                   | -                                                                     |                                                                       |
| 12-3-1997                                                             | Belgrado                                                              | Jugoslavia                                                            | 0 – 0                                                                 | Russia                                                                | Amichevole                                                            | -                                                                     |                                                                       |
| 29-3-1997                                                             | Paralimni                                                             | Cipro                                                                 | 1 – 1                                                                 | Russia                                                                | Qual. Mondiali 1998                                                   | -                                                                     |                                                                       |
| 30-4-1997                                                             | Mosca                                                                 | Russia                                                                | 3 – 0                                                                 | Lussemburgo                                                           | Qual. Mondiali 1998                                                   | -                                                                     | 26’                                                                   |
| 23-2-2000                                                             | Haifa                                                                 | Israele                                                               | 1 – 1                                                                 | Russia                                                                | Amichevole                                                            | -                                                                     | 46’                                                                   |
| 11-10-2000                                                            | Mosca                                                                 | Russia                                                                | 3 – 0                                                                 | Lussemburgo                                                           | Qual. Mondiali 2002                                                   | -                                                                     |                                                                       |
| 28-2-2001                                                             | Heraklion                                                             | Grecia                                                                | 3 – 3                                                                 | Russia                                                                | Amichevole                                                            | -                                                                     |                                                                       |
| 24-3-2001                                                             | Mosca                                                                 | Russia                                                                | 1 – 1                                                                 | Slovenia                                                              | Qual. Mondiali 2002                                                   | -                                                                     |                                                                       |
| 28-3-2001                                                             | Mosca                                                                 | Russia                                                                | 1 – 0                                                                 | Fær Øer                                                               | Qual. Mondiali 2002                                                   | -                                                                     | 46’                                                                   |
| 25-4-2001                                                             | Belgrado                                                              | Jugoslavia                                                            | 0 – 1                                                                 | Russia                                                                | Qual. Mondiali 2002                                                   | -                                                                     | 46’                                                                   |
| 17-5-2002                                                             | Mosca                                                                 | Russia                                                                | 1 – 1 dts (4 – 5 dtr)                                                 | Bielorussia                                                           | LG Cup 2002 (Russia) - Semifinale                                     | -                                                                     | 46’                                                                   |
| Totale                                                                |                                                                       | Presenze                                                              | 37                                                                    |                                                                       | Reti                                                                  | 1                                                                     |                                                                       |

## Palmarès

### Giocatore

#### Club
- Premjer Liga: 1

Alania Vladikavkaz: 1995
- Coppa di Grecia: 1

PAOK Salonicco: 2000-2001